# Сентек
Сентек — река в России, протекает по Завьяловскому району Удмуртии. Левый приток реки Люк.

## География
Длина реки составляет 10 км. Расположена в лесах на северо-западе района. Исток в 2-3 км к северо-северо-востоку от деревни Сентег (находится при остановочном пункте Синтек на ж.-д. ветке Ижевск — Ува). Общее направление течения — юго-восточное. Протекает в километре к востоку от деревни, имеется ж.-д. мост через реку. Впадает в Люк в 9,5 км от его устья.
Основные притоки реки впадают слева. В низовье реку пересекает дорога Люкшудья — Новый Сентег.
Численность населения в бассейне (д. Сентег) составляет 34 человека (2012 г.).

## Данные водного реестра
По данным государственного водного реестра России относится к Камскому бассейновому округу, водохозяйственный участок реки — Иж от истока и до устья, речной подбассейн реки — бассейны притоков Камы до впадения Белой. Речной бассейн реки — Кама.
Код водного объекта в государственном водном реестре — 10010101212111100027026.